# Certonardoa
Certonardoa is een geslacht van zeesterren uit de familie Ophidiasteridae.				

## Soort
- Certonardoa semiregularis (Muller & Troschel, 1842)